# Gnigl Nord
Gnigl Nord ist ein Teil des Stadtteils Gnigl der österreichischen Statutarstadt Salzburg. Der Stadtteil ist von Wohnblocksiedlungen und Gewerbegebiet geprägt.

## Geographie
Gnigl Nord liegt im Nordosten der Stadt, etwa 3 Kilometer vom Stadtzentrum entfernt, hinter dem Rangierbahnhof (Verschiebebahnhof). Der Bahnhof bildet im Westen die Grenze zu Schallmoos, die Bahnspange Westbahn–Verschiebebahnhof zu Itzling, der Alterbach zu Langwied. Zum restlichen Gnigl bilden Siedlerstraße–Schillinghofstraße die Grenze.
Nachbarortslagen
| Itzling Ost (Stt. Itzling)       | Sam (Stt. Langwied)                         |                               |
|                                  | Kompassrose, die auf Nachbargemeinden zeigt | Langwied Esch (Stt. Langwied) |
| Schallmoos Ost (Stt. Schallmoos) | Neuhauserfeld                               | Niedergnigl                   |

| vergrößern und Informationen zum Bild anzeigenPanorama vom Franziskischlössl am Kapuzinerberg, schrägrechts über Schallmos, Gnigl-Nord, Langwied, daneben der Heuberg |

## Geschichte

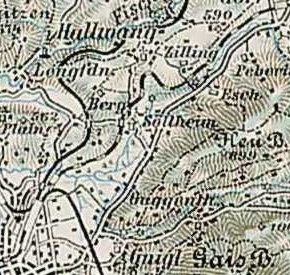
„Söllheim“. Franzisco-Josephinische Landesaufnahme, Blatt 31–48 Salzburg, um 1900 (Mooswiesen zwischen Salzkammergut-Lokalbahn und Salzburg-Tiroler-Bahn)

Das Gebiet gehörte schon seit der Schaffung der Ortsgemeinden 1848/49 zur Gemeinde Gnigl.
Bis in das 19. Jahrhundert lagen hier mit Gniglerfeld und Rettenlackwiese (zum Gut Rettenlack in Itzling-Ost) nur wenig fruchtbare Mooswiesen. Die einzige Ansiedlung war anfangs Neuhaus, ein Ziegelwerk (bei der heutigen Warwitzstraße).

1875 wurde dann die Giselabahn (Salzburg-Tiroler-Bahn) errichtet, 1908 der Verschiebebahnhof. 1935 kamen Gnigl und Itzling zu Salzburg, 1939 auch Langwied und Sam.
Nach dem Zweiten Weltkrieg entstanden im Südteil einige Wohnsiedlungen.
Der großteils als Gewerbegebiet genutzte Nordteil wurde ab den 1960ern verbaut. Im Zuge der Erschließung verschwanden auch etliche hier zuvor gelegene Weiher, die aus Ziegelteichen entstanden waren, vor allem der große Warwitzweiher und der nördlich davon gelegene Moosweiher. Bis heute sind hier noch einige Erschließungsflächen unverbaut.

## Verkehr und Infrastruktur
Hauptstraßenverkehrsachse ist die Bachstraße mit Warwitzstraße (Richtung Autobahnauffahrt), sowie die Anglassingerstraße entlang der Salzburg-Tiroler-Bahn. 
In Gnigl Nord liegt die Haltestelle Salzburg-Sam der S-Bahn Salzburg, Linie S3 (30-Minuten-Takt). Weiters ist das Stadtgebiet mit der Obuslinien 10 (nach Sam, Haltestellen Siedlerstraße, Gewerbehofstraße), und der Autobuslinie 23 (Hauptbahnhof – Sam – Obergnigl, Haltestellen Hannackstraße, Warwitzstraße, Sam S-Bahn, Schillinghofstraße) erreichbar.

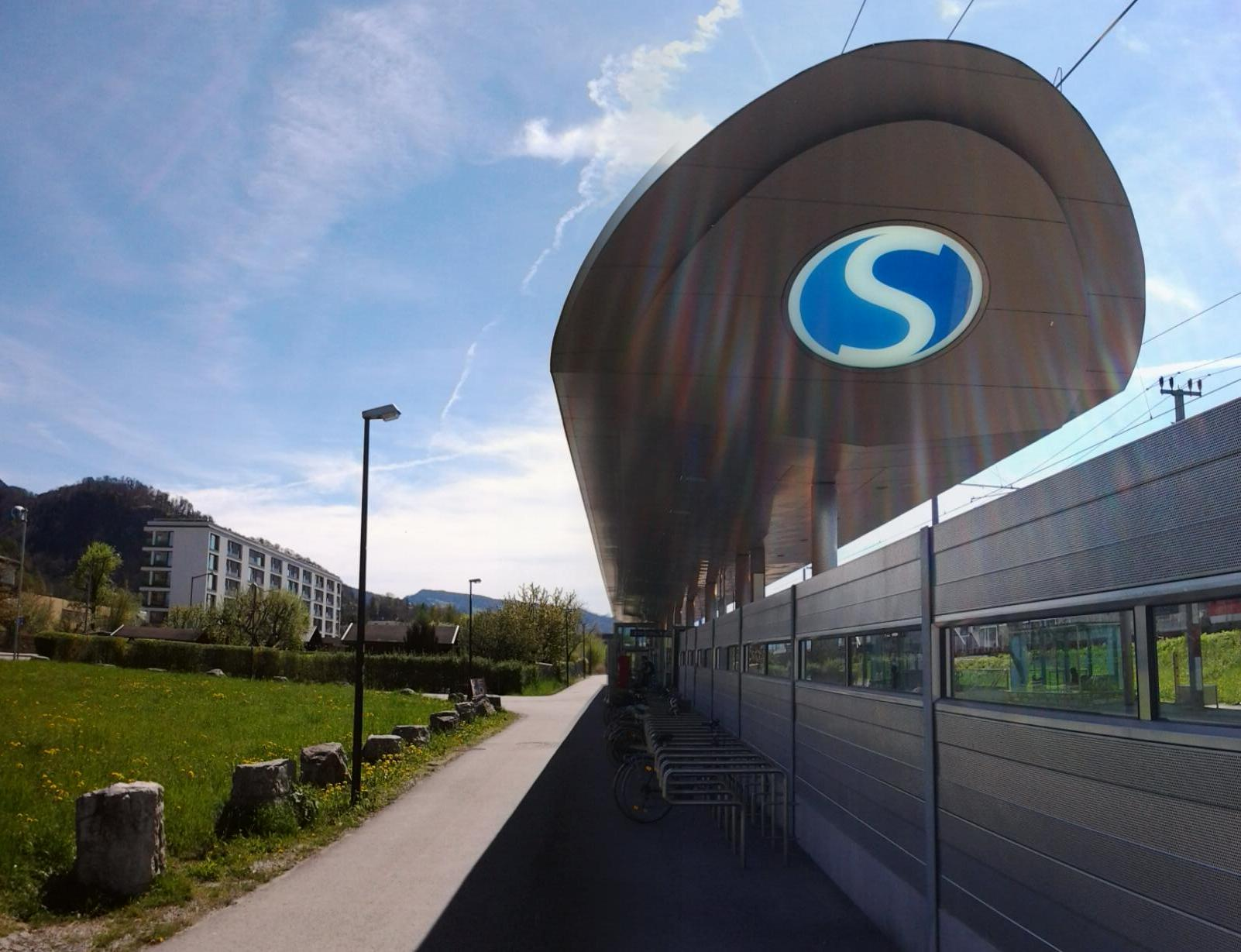
Haltestelle Salzburg-Sam
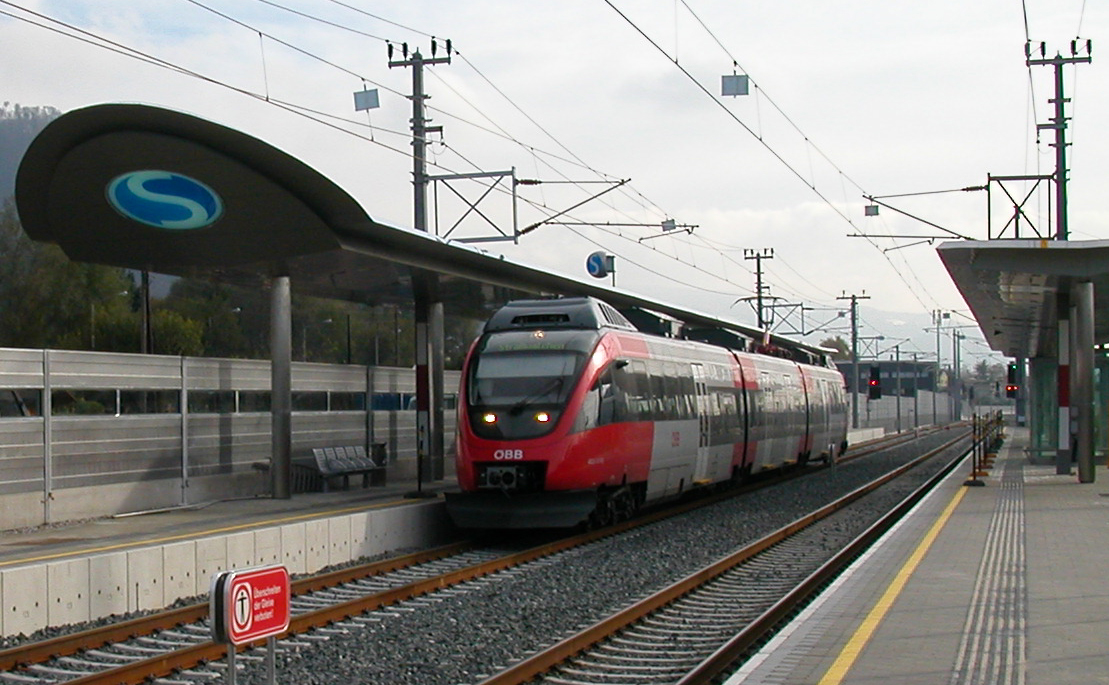
Haltestelle Salzburg-Sam

## Nachweise
- Sabine Veits-Falk, Thomas Weidenholzer, Martin Zehentner (Buchgestaltung): Gnigl, mittelalterliches Mühlendorf, Gemeinde an der Eisenbahn, Salzburger Stadtteil. Gnigler Stadtteilchronik. Eigenverlag Verein Stadtteilentwicklung Gnigl-Langwied-Sam, Salzburg  2010, ISBN 978-3-900213-13-8.
- 50101 – Salzburg. Gemeindedaten der Statistik Austria

1. ↑  Franziszäischer Kataster 1817–1861 (Layer online bei SAGIS)
2. ↑  vergl. Rettenlackstraße. In: Salzburger Nachrichten: Salzburgwiki.
3. ↑  Liniennetz- und Umgebungspläne, Salzburger Verkehrsverbund, svv-info.at (diverse Pläne, pdf)